# St-Léger (Marsal)

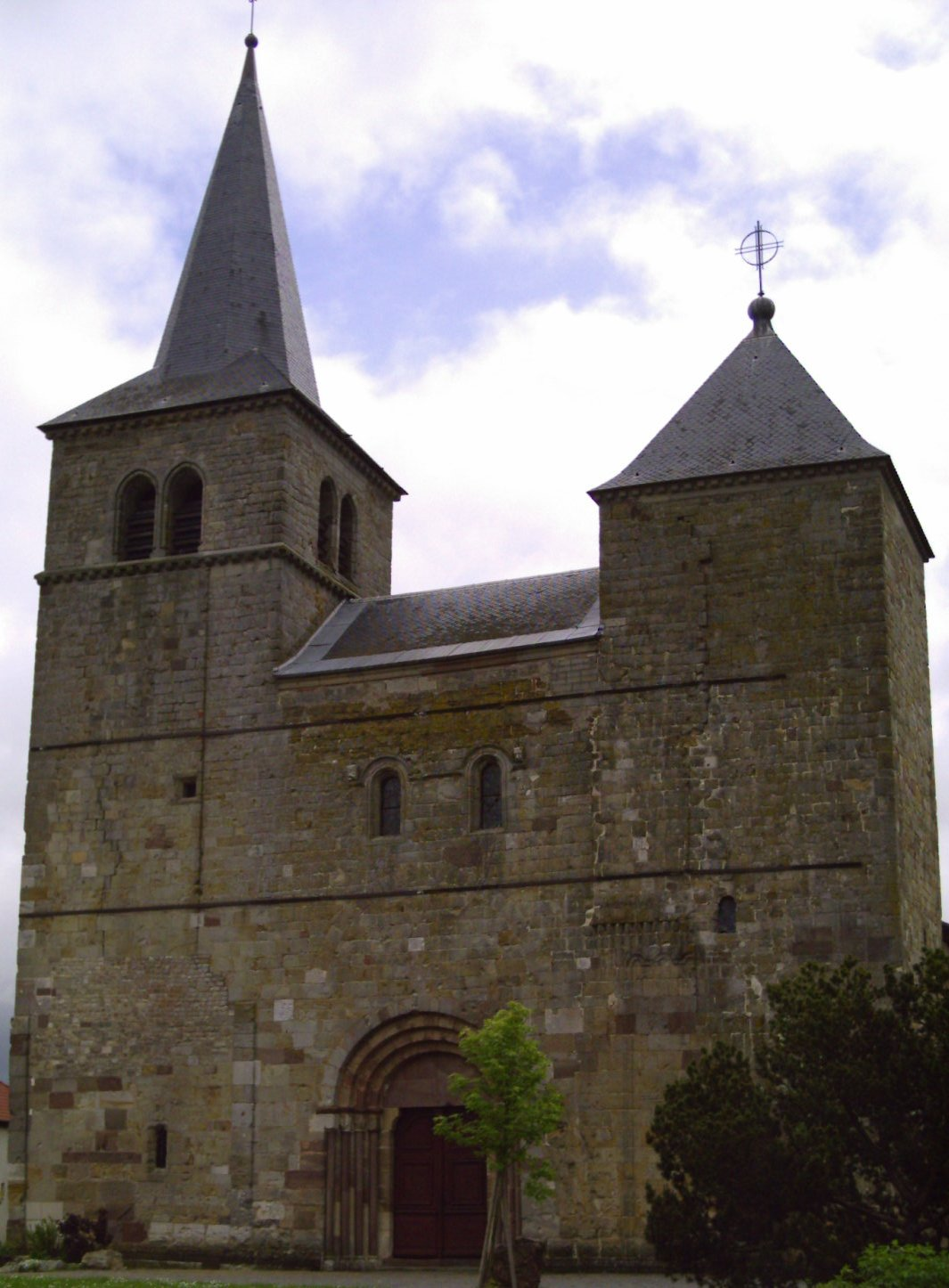
Ansicht von Westen

Die ehemalige Stiftskirche Saint-Léger in Marsal im Département Moselle in der Region Grand Est ist der bedeutendste romanische Sakralbau im Saulnois. Sie ist dem heiligen Leodegar von Autun geweiht.

## Geschichte
1005 schenkte Bischof Adalbero von Metz die Kirche dem Benediktinerinnenkloster Neumünster bei Ottweiler. 1222 wurde das Kloster in ein Kollegiatstift umgewandelt, das 1763 aufgehoben wurde.
Der Bau ist eine querhauslose flachgedeckte dreischiffige (Rund-)Pfeilerbasilika mit Doppelturmfassade, im Wesentlichen aus dem 12. und frühen 13. Jahrhundert, mit gotischem Chor, Nordkapellen und Fenstern an der Nordseite aus dem 14. Jahrhundert. Die Westfassade hat ein romanisches Rücksprungportal mit Würfelkapitellen. Im Übrigen finden sich an der Fassade nur wenige Gliederungselemente. Beide Türme wurden nach einem Einsturz im Spätmittelalter erneuert. Der nördliche Turm zeigt Arkaden nach Osten mit romanischen Kapitellen. Das Langhaus erinnert im Inneren mit seinen vielleicht nachträglich rund abgearbeiteten ursprünglich quadratischen Pfeilern mit ionisierenden Kapitellen ohne Halsring an St. Peter in Merzig. Gewölbt ist lediglich der gotische Chorraum. Das bedeutendste Ausstattungsstück ist ein steinerner Reliquienschrein des 14. Jahrhunderts in Form einer Miniaturkirche, rundum mit figürlichen Darstellungen versehen (Christus und 4 Apostel, Anbetung der Könige, Marienverkündigung, Marienkrönung).